# Igmanský pochod

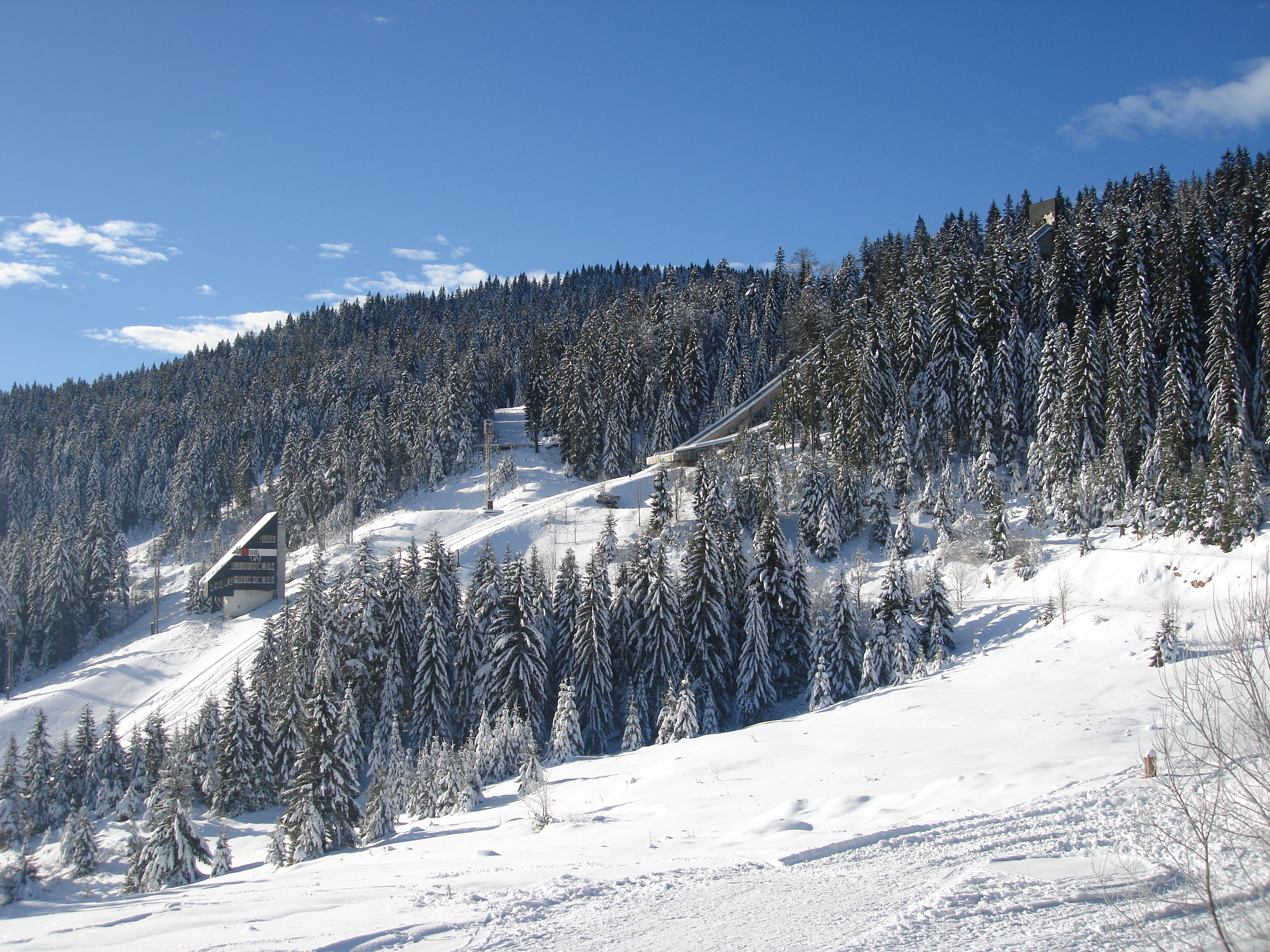
Pohoří Igman v zimě

Igmanský pochod (srbochorvatsky Igmanski marš/Игмански марш) byl přechod pohoří Igman První proletářskou brigádou mezi 27. a 28. lednem 1942 během tzv. Druhé protipartyzánské ofenzivy na jugoslávském válčišti druhé světové války. Účastnilo se ho cca 740 lidí.
26. ledna 1942 se První proletářská úderná brigáda našla v blízkosti pohoří Romanija nedaleko Sarajeva v obklíčení německými silami. Jedinou možnou cestou, jak uniknout, bylo zkusit riskantní manévr přechodu pohoří Igman a pokračovat podél Sarajeva směrem na jihovýchod k Foči na osvobozené území přes slabě bráněnou italskou zónu. Štáb brigády se k tomuto riskantnímu kroku nakonec odhodlal. Pochod, který se konal v noci přes vrchol hory v hlubokém sněhu, silném větru a teplotách až −32 °C, se stal mezi partyzány legendárním. Podle tehdejšího velitele, Koči Popoviće, který pečlivě zaznamenával všechny události jednotky v deníku, trpělo omrzlinami 176 bojovníků, dalších 6 umrzlo zcela. Mnozí z nich zůstali na léčení v lazaretu ve Foči, kam partyzánská výprava směřovala. Postiženým partyzánům bylo amputováno celkem 224 prstů.
V roce 1983 byl příběh Igmanského pochodu zfilmován.